# ميخائيلينا فاوتييه
ميخائيلينا فاوتييه، معروفة أيضًا باسم فاوتييه (1689-1604)، رسامة من الأراضي المنخفضة الجنوبية. لم يُعترف بعملها الذي يعود لفنانة باروكية بارزة، حتى مطلع القرن الحادي عشر. فقد نُسبت أعمالها سابقًا إلى فنانين ذكور، وخاصة إلى شقيقها تشارلز.
اشتهرت فاوتييه بتنوع الموضوعات والأنواع الفنية التي عملت بها. وكان هذا الأمر في ذلك الوقت، غير مألوف لدى الفنانات اللواتي كنّ في كثير من الأحيان مقيّدات بلوحات ومواضيع أبسط، كالبورتريه أو الطبيعة الصامتة.

## سيرة حياتها
ولدت ميخائيلينا فاوتييه في عام 1604 في منس، بلجيكا، وكانت الابنة الوحيدة لعائلة مكونة من تسعة أطفال. يفترض الباحثون أن ميخائيلينا انحدرت من عائلة أرستقراطية، سيما وأن عملها يُظهر معرفة متعمقة بالأساطير الكلاسيكية والرمزية. يبدو أنّ ميخائيلينا بدأت مسيرتها الفنية في وقت لاحق من حياتها، في نحو التاسعة والثلاثين من عمرها، ومع ذلك، فمن الواضح أن موهبتها لم تأخذ وقتًا طويلًا كي تُلاحَظ. كُلّفت ميخائيلينا برسم صورة للجنرال الأرستقراطي أندريا كانتيلمو، وربما كان ذلك نتيجة صلات شقيقها تشارلز بالجيش، سيما وأنه كان ضابطًا سابقًا فيه. اختفت تلك اللوحة منذ ذلك الحين، لكن وجودها معروف من خلال نقش قام به بولوس بونتيوس. كان شقيقها تشارلز رسامًا أيضًا، وانتقل الاثنان إلى بروكسل في عام 1645، ولم يتزوج أي منهما وعاشا ضمن استديو مشترك. بعد وصولهما إلى بروكسل، استقرا في قصر بالقرب من كنيسة تشابيل. يبدو أن كل من ميخائيلينا وتشارلز كانا ناشطين في الأعمال التجارية لا سيما في العقارات. ومن شبه المؤكد أنهما كانا مُدرّبين جيدًا في الفن، لكن من غير المعروف أين تدربا أو مع من. لا يُعرف سوى القليل عن حياة فاوتييه، وتستند الكثير من معلومات سيرة حياتها إلى تكهن الباحثين وتحليل أعمالها المتاحة.

## أعمالها
رسمت ميخائيلينا فاوتييه بقياسات صغيرة، بالإضافة إلى لوحات أكثر تطلعًا في موضوعاتها الرئيسة، مثل التاريخ والدين والأساطير. في ذلك الوقت، كانت اللوحات ذات القياس الكبير لا تزال تُعتبر حكرًا على الرسامين الذكور. ضاعفت فاوتييه أشكال التمثيلات في الرسم النوعي واللوحات التاريخية، بالإضافة إلى تمثيلات أكثر تفصيلًا لأكاليل الزهور. تتضمن أعمالها أيضًا سلسلة من البورتريهات. تميزت عن الرسامين الآخرين بتنوع مواضيعها وتنسيقاتها.
رُسم أول بورتريه ذاتي لها، في عام 1649، ونُسب بالخطأ لفترة طويلة إلى الرسام الإيطالي آرتيميزيا جينتيليسكي. ولا يزال هذا البورتريه واحدًا من أشهر لوحات فاوتييه. ضُمّنت اللوحة في كتاب عام 1905 رسامات العالم. ولم يُرسم بورتريه أنثوي آخر، حتى حلول عام 1672، أنتجته الرسامة إليزابيث صوفي شيرون، ونظر إليه على أنه أول بورتريه ذاتي أنثوي في فرنسا.
غالبًا ما يُشار إلى اللوحة المسماة انتصار باخوس (1650، متحف تاريخ الفنون في فيينا) كواحدة من أكثر لوحاتها نموذجية. كانت ميخائيلينا على دراية بالتشريح الذكوري ورسمته دون خجل، لتصبح واحدة من أوائل الرسامات اللواتي يعرضن رجلًا عاريًا من خلال رسمهن.
رسمت الفنانة نفسها وسط الحشد الملون؛ وقد كانت الشخصية الوحيدة التي تنظر إلى المُشاهِد. علاوة على ذلك، كان الحجم الكبير للوحة أمرًا ملحوظًا تنجزه فنانة أنثى في ذلك الوقت، وقد عبّر مككوت عن ذلك بقوله: «نُظر إلى النساء على أنهن غير قادرات على مثل هذه الأعمال المعقدة واسعة النطاق».
على عكس العديد من الرسامات الأخريات في هذه الفترة، تلقت فاوتييه تقديرًا وهي لا تزال على قيد الحياة. وباعت أربع لوحات على وجه الخصوص إلى ليوبولد فيلهلم أرشيدوق النمسا، لمعرض اللوحات الخاص به. ذُكرت اللوحات في قائمة المجموعة التي وضعت في عام 1659. ومع ذلك، كان مصير عملها الاندثار بعد وفاتها. يعزي بعض مؤرخي الفن سبب هذا الاندثار إلى نسب لوحاتها لرسامين ذكور مثل توماس فيليبورتس بوسخارت أو جاكوب فان أوست أو إلى شقيقها تشارلز فاوتييه. بالإضافة إلى ذلك، تشير عالمة الفنون كاتلين فان دير ستيغلين إلى وجود مدة زمنية طويلة بين لوحتها الأخيرة (التي يُعتقد أنها كانت في عام 1659) ووفاتها في عام 1689 عن عمر يناهز 85 عامًا، والتي لم تكن تنتج خلالها لوحات أو تنال انتباه العامة. وعلى عكس بعض معاصريها، بما في ذلك الإيطاليَين جينتيليسكي وإليزابيث سيراني، لم يُصدَر البورتريه الذاتي الخاص بها مطبوعًا كتخليد لذكراها. في الواقع، نُسب ذلك البورتريه ذاته في النهاية إلى جينتيليسكي.